# مسجد دار ابراهيم (السلفادور)
مسجد دار إبراهيم (بالإسبانية: Mezquita Dar-Ibrahim)‏: هو مسجد في سان سلفادور، السلفادور.

## التاريخ
تم بناء المسجد في 2007.

## العمارة
يشبه المسجد شكل المنزل بدون أي قبة أو مئذنة.

## أنظر أيضا
- الإسلام في السلفادور